# Jan Rotkiewicz

Jan Rotkiewicz podczas służby w Armii Czerwonej

Jan Rotkiewicz, ros. Иван Адамович Роткевич (ur. 8 czerwca?/20 czerwca 1898 w Borysowie, zm. 17 maja 1962 w Moskwie) – generał dywizji Wojska Polskiego (ludowego) i działacz sportowy, poseł na Sejm PRL I kadencji z okręgu wyborczego Olsztyn.

## Wykształcenie wojskowe
- Kurs Inżynieryjno-Wojskowy w Kazaniu (1919–1924)
- Akademia Wojskowa im. K. Woroszyłowa w Moskwie (1953–1956)

## Służba w wojsku
W 1918 rozpoczął służbę wojskową w Armii Czerwonej. Po ukończeniu Kursu Inżynieryjno-Wojskowego dowodził plutonem, kompanią i batalionem w 4 Kazańskiej Szkole Inżynieryjnej. W 1938 zwolniony do rezerwy.
W 1941 ponownie powołany do służby wojskowej w Armii Czerwonej. Dowodził batalionem, pułkiem i dywizją.
23 lipca 1944 roku odkomenderowany w stopniu pułkownika do Wojska Polskiego. Był szefem sztabu, a później dowódcą 2 Dywizji Piechoty, z którą uczestniczył w walkach o Warszawę i Wał Pomorski. Szef sztabu 1 Armii Wojska Polskiego od marca do maja 1945 roku.
Był przewodniczącym Wojewódzkiego Komitetu Bezpieczeństwa w Rzeszowie.
Od 5 kwietnia 1946 w ramach akcji repatriacyjnej dowodził Grupą Operacyjną „Rzeszów”. Wraz z G.O. Rzeszów brał udział w walkach z partyzantką poakowską.
Był dowódcą Pomorskiego Okręgu Wojskowego (od 26 czerwca do 15 października 1947, jako generał brygady i ponownie pomiędzy 1 stycznia 1955 a wrześniem 1956, będąc już w stopniu generała dywizji). Dowodził również Lubelskim i Poznańskim Okręgiem Wojskowym. Najdłużej pełnił funkcję dowódcy Warszawskiego Okręgu Wojskowego (od 7 marca 1949 do 28 kwietnia 1953)
W styczniu 1957 zakończył służbę w Wojsku Polskim i powrócił do ZSRR.

## Działalność społeczna
Od 8 lutego 1953 do 20 lutego 1954 był przewodniczącym Sekcji Piłki Nożnej Głównego Komitetu Kultury Fizycznej – organu funkcjonującego czasowo w latach 1951–1956 w miejsce Polskiego Związku Piłki Nożnej. Jako dowódca Pomorskiego Okręgu Wojskowego przyczynił się do budowy Stadionu „Zawiszy” w Bydgoszczy.

## Życie prywatne
Podczas służby w WP używał imienia Jan. Był dwukrotnie żonaty. Druga żona Janina zmarła przedwcześnie w Bydgoszczy. Miał córkę i dwóch synów.

## Ordery i odznaczenia
- Order Lenina (ZSRR)[4]
- Order Czerwonego Sztandaru (ZSRR, czterokrotnie: 26 lipca 1943, 19 kwietnia 1944, 3 listopada 1944, 1951)[5]
- Order Kutuzowa I klasy (ZSRR, 1945)[6]
- Order Kutuzowa II klasy (ZSRR, 1945)
- Order Wojny Ojczyźnianej I klasy (ZSRR, 6 listopada 1943)
- Order Czerwonej Gwiazdy (ZSRR, 19 kwietnia 1943)
- Medal za Zasługi Bojowe (ZSRR, 31 stycznia 1943)
- Medal „Za obronę Kaukazu” (ZSRR)
- Medal „Za zwycięstwo nad Niemcami w Wielkiej Wojnie Ojczyźnianej 1941–1945” (ZSRR)
- Medal „Za Wyzwolenie Warszawy” (ZSRR)
- Medal jubileuszowy „40 lat Sił Zbrojnych ZSRR” (ZSRR)
- Medal jubileuszowy „30 lat Armii Radzieckiej i Floty” (ZSRR)
- Medal jubileuszowy „XX lat Robotniczo-Chłopskiej Armii Czerwonej” (ZSRR, 1938)
- Order Sztandaru Pracy I klasy (1954)
- Order Krzyża Grunwaldu II klasy (1945)
- Krzyż Komandorski Orderu Odrodzenia Polski (1956)
- Order Krzyża Grunwaldu III klasy (11 maja 1945)[7]
- Krzyż Srebrny Orderu Virtuti Militari (1945)
- Złoty Krzyż Zasługi (1946)
- Krzyż Walecznych (1946)[8]
- Medal za Warszawę 1939–1945
- Medal za Odrę, Nysę, Bałtyk
- Złota Odznaka honorowa „Za Zasługi dla Warszawy” (1960)[9]